# E' vi ihop... ska vi åka till IKEA
E' vi ihop... ska vi åka till IKEA är andraspåret på studioalbumet Inga träd får växa till himlen av Svante Karlsson, utgiven den 26 mars 2007. Låten är omtalad för både sin längd och för sitt textmässiga innehåll. Texten handlar om en ung mans resa genom livet, via ungdomen till medelåldern.

## Bakgrund
Med sin längd på 13.45 är "E' vi ihop… ska vi åka till IKEA" den längsta låt som Svante Karlsson släppt på sina fyra studioalbum. Originallängden var ännu längre, över 15 minuter, men redigerades ner före albumets slutmix. Enligt källor fick Karlsson textidén efter konversationer med vänner som "beklagade" sig över sina förhållanden. Låten innehåller 11 verser och är inspelad i tonarten F#m.

## Struktur
Vid inspelningen i januari 2006 arbetade Svante Karlsson och producenten Magnus Helgesson fram en bluesinfluerad ljudbild som präglas av ljudet av en kaffekopp som blir omrörd med sked i en evighetsloop. Karlsson var starkt influerad av Tom Waits-låten "Shore Leave" (från albumet Swordfishtrombones, 1983) när han arrangerade grunden, och Helgesson byggde sedan ett suggestivt percussionlandskap som, trots sin skenbart monotona framtoning, faktiskt ändras avsevärt under låtens gång. Ljudet av en eldgaffel mot stengolv återkommer flera gånger, och detta tros vara en slumpartad effekt som tillkom när denna vältes under en av trumtagningarna. Trots att Karlsson vid inspelningen av albumet använde sig av studiogitarristerna Mats "MP" Persson och Pelle Svensson spelar han här samtliga elgitarrer själv. Det massiva ljudlandskapet till trots är det bara Karlsson och Helgesson som spelar på detta albumspår.

## Live
Karlsson har endast framfört "E' vi ihop… ska vi åka till IKEA" live två gånger; På Halmstad Marinfestival den 20 juli 2007 och på nattklubben B&B i Halmstad den 6 oktober 2007. Konserten den 20 juli är den enda kända liveinspelningen av låten. Noterbart är att vid framförandet den 6 oktober spelade basisten Fredrik "Gicken" Johansson den omtalade kaffekoppsloopen på mikrofonförstärkta kaffekoppar.

## Medialt mottagande och referens till IKEA
Trots att låten spelats mycket sparsamt live och i radio har den blivit något av en centrallåt i Karlssons diskografi. När albumet Inga träd får växa till himlen recenserades i media blev låten snabbt en kritikerfavorit. Vissa skribenter har dock beskrivit texten som manschauvinistisk, men detta tillbakavisar Karlsson i intervjuer med förklaringen att huvudpersonen i texten snarare är en toffelhjälte än en vinnare. Karlsson har även påvisat att IKEA i texten är en metafor för slentrianmässiga parförhållanden och har ingenting med möbelvaruhuset i sig själv att göra.

## Kuriosa
- Karlsson spelade samtliga elektriska gitarrpålägg på en elgitarr som han lånade av producenten Magnus Helgessons son Felix Helgesson.
- Vid 12.06 hörs en ljudlig hostning som Karlsson valde att inte redigera bort ur slutmixen. Den härstammar från en av de akustiska gitarrkanalerna.

## Medverkande
- Svante Karlsson - sång, akustisk & elektrisk gitarr, elgitarrsolon, keyboards & kaffekopp
- Magnus Helgesson - minimoog & keyboards, trummor & percussion, triangel, klocka & eldgaffel

## Produktion
Producerad av Magnus Helgesson & Svante Karlsson. Inspelad i Henhouse Music, Rydslund av Magnus Helgesson. 
Mixad av Magnus Helgesson. Mastrad av Mats "MP" Persson i Studio Tits & Ass, Halmstad.